# Reduktaza 7-dehydrocholesterolowa
Reduktaza 7-dehydrocholesterolowa, DHCR7 (ang. 7-dehydrocholesterol reductase) – białko kodowane u człowieka genem DHCR7, enzym 1.3.1.21.

## Funkcja
Białko to jest enzymem katalizującym tworzenie cholesterolu z 7-dehydrocholesterolu przy użyciu NADPH.
Gen DHCR7 koduje reduktazę delta-7-sterolową (EC 1.3.1.21), końcowy enzym biosyntezy steroli u ssaków. Przekształca on 7-dehydrocholesterol (7-DHC) w cholesterol. Enzym usuwa wiązanie podwójne pomiędzy atomami węgla C7 i C8, które wprowadziły wcześniej izomerazy sterolowe delta8-delta7. W dodatku poznano jego rolę w indukowanych przez leki malformacjach. Inhibitory ostatniego etapu biosyntezy cholesterolu, jak AY9944 czy BM15766, ciężko uszkadzają rozwój mózgu.

## Patologia
Niedobór enzymu wiąże się z zespołem Smitha-Lemliego-Opitza.